# 江越彬紀
江越 彬紀（えごし あきのり、1988年8月2日 - ）は、日本の声優、ナレーター、俳優。福岡県出身。東京俳優生活協同組合所属。

## 来歴
2008年、俳協ボイスアクターズスタジオ（第34期）卒業。2009年、東京俳優生活協同組合所属。
2019年4月12日、声優のしもがまちあきと結婚したことが双方のTwitterで発表された。

## 人物
趣味は落語、競馬、ジョギング、釣り、麻雀。特技は剣道、ボクシング、サッカー。

## 出演
太字はメインキャラクター。

### テレビアニメ
2012年
- アイカツ!（助監督）
- じょしらく（TV音）
- 好きっていいなよ。（店員）

2013年
- 機巧少女は傷つかない（男子生徒B）
- 世界でいちばん強くなりたい!（観客）

2014年
- 四月は君の嘘（観客）
- SHIROBAKO（岸谷）
- スペース☆ダンディ（村人たち）
- 魔法少女大戦（舎弟B〈細〉、TVアナウンサー）
- 名探偵コナン（2014年 - 2024年、鑑識、刑事、佐村功一、溝端健）

2015年
- 神様はじめました◎（神堕ちB）
- 機動戦士ガンダム 鉄血のオルフェンズ（2015年 - 2017年、デクスター・キュラスター、イオク部下、ギャラルホルン兵士） - 2シリーズ
- プラスティック・メモリーズ（エドワード）

2016年
- アクティヴレイド -機動強襲室第八係-（男子A、警官A）
- Occultic;Nine -オカルティック・ナイン-（平田）
- 斉木楠雄のΨ難（2016年 - 2018年、男子生徒A、若者D、通行人、男子生徒C、救助隊C 他） - 2シリーズ + 完結編
- 食戟のソーマ（2016年 - 2018年、男子生徒A、男子B、怪人刺身盛り男、郷土研部長、男子生徒B） - 3シリーズ
- おはよう!コケッコーさん（お父さん、ピーヤ）

2017年
- クラシカロイド（コーチ、ホテルマン、カメラマン、鉄道会社の男） - 2シリーズ
- MARGINAL＃4 KISSから創造るBig Bang（大道具）
- スタミュ（弟子）
- ID-0（オペレーターD）
- 魔法陣グルグル（村人C、ブーン、ニシジ）
- 妖怪アパートの幽雅な日常（男性店員、店員、男子生徒C）
- ゲーマーズ!（先生、店員）
- Infini-T Force（キャスター）
- 銀魂.（寺門通親衛隊D）
- キノの旅 -the Beautiful World- the Animated Series（ナレーター）

2018年
- されど罪人は竜と踊る（軍人1、党員、囚人）
- ソードアート・オンライン オルタナティブ ガンゲイル・オンライン（2018年 - 2024年、プレイヤー、KKHC） - 2シリーズ
- アイドリッシュセブン（司会）
- 覇穹 封神演義（妖怪）
- ガンダムビルドダイバーズ（マスダイバー、虎武龍ダイバー）
- ゴールデンカムイ（調教師、軍医） - 2シリーズ
- 七星のスバル（キャスター）
- はたらく細胞（2018年 - 2021年、赤血球3、白血球〈2001〉、汗腺の細胞隊長、神経細胞、制御性T細胞1 他） - 2シリーズ
- Phantom in the Twilight（魔法の鏡）
- 天狼 Sirius the Jaeger（軍務局長、スレイブズ）
- オーバーロード シリーズ（2018年 - 2022年、コナー、キュウメイ、ノスリ、ヘビーマッシャー・神官、ルンドクヴィスト、デス・キャバリエ 他） - 2シリーズ
- Back Street Girls -ゴクドルズ-（レポーター）
- ハイスコアガール（2018年 - 2019年、ギャラリー、客A） - 2シリーズ
- RELEASE THE SPYCE（佐藤まさし、変装楓、輩、警備員、訓練官 他）
- メルクストーリア -無気力少年と瓶の中の少女-（レオファントム、グラオンス）
- 叛逆性ミリオンアーサー（男性客）
- 転生したらスライムだった件（2018年 - 2024年、ガビルの部下A、ヤシチ） - 4シリーズ
- 抱かれたい男1位に脅されています。（スタッフB）
- となりの吸血鬼さん（宅配便）

2019年
- エガオノダイカ（オドレイ、中隊長、王国兵）
- えんどろ〜!（受付の男）
- 荒野のコトブキ飛行隊（ラハマ代表、営業部長）
- サークレット・プリンセス（黒服）
- ガーリー・エアフォース（無線の声）
- Fairy gone フェアリーゴーン（伝令兵、ダニエル・キーズ）
- フルーツバスケット（従兄）
- 炎炎ノ消防隊（2019年 - 2020年、アナウンス、第5隊員、白装束、平岡大尉、サソリ 他） - 2シリーズ
- この世の果てで恋を唄う少女YU-NO
- 女子高生の無駄づかい（コンビニの店員）
- 彼方のアストラ（記者A）
- ロード・エルメロイII世の事件簿 -魔眼蒐集列車 Grace note-（ロダン）
- ノー・ガンズ・ライフ（2019年 - 2020年、キャスター、EMS兵、部下、ローレンス・ウォシャウスキー、アナウンサー） - 2シリーズ
- 慎重勇者〜この勇者が俺TUEEEくせに慎重すぎる〜（武器屋）

2020年
- あひるの空（学級委員、犬先生）
- ダーウィンズゲーム（カネヒラ）
- プリンセスコネクト!Re:Dive（メシ屋の親父、盗賊3、村人、コボルト、浜辺の監視員 他）
- ミュークルドリーミー（2020年 - 2021年、おじさん、杉山パパ） - 2シリーズ
- 池袋ウエストゲートパーク（店員）
- A3!（アナウンサー）
- ひぐらしのなく頃に業（2020年 - 2021年、役員） - 2シリーズ

2021年
- スケートリーディング☆スターズ（アナウンサー、司会者）
- 無職転生 〜異世界行ったら本気だす〜（貴族）
- ホリミヤ（教師）
- Vivy -Fluorite Eye's Song-（汎用社員AI、エム同型機、スタッフ3、トァク1）
- 転生したらスライムだった件 転スラ日記（ヤシチ）
- 現実主義勇者の王国再建記（2021年 - 2022年、ボーダン・ウドガルド） - 2シリーズ
- NIGHT HEAD 2041（保安隊員B、保安隊員A、レジスタンスA）
- 忍たま乱太郎（2021年 - 2024年、配達員、ドクタケ忍者、子分、忍者、農家の人 他）

2022年
- クレヨンしんちゃん（2022年 - 2025年、男A、武者、男性B、サラリーマン、釣り客B 他）
- パズドラ（2022年 - 2025年、お邪魔ちゃん、ファン）
- ブラック★★ロックシューター DAWN FALL（平和構築軍兵士）
- アオアシ（成京選手、多摩体選手）
- 転生賢者の異世界ライフ 〜第二の職業を得て、世界最強になりました〜（冒険者C、会議の参加者B）
- ユーレイデコ（看守、住人A）
- 陰の実力者になりたくて!（盗賊、騎士）
- ニンジャラ（ホース）

2023年
- もういっぽん!
- スキップとローファー（志摩聡介）
- マイホームヒーロー（王虎隊A）
- 神無き世界のカミサマ活動（村人）
- 自動販売機に生まれ変わった俺は迷宮を彷徨う（2023年 - 2025年、ゴッガイ、黒服A、黒服） - 2シリーズ
- 悲劇の元凶となる最強外道ラスボス女王は民の為に尽くします。（カール）
- AIの遺電子（本田編集長）
- 16bitセンセーション ANOTHER LAYER（野次馬A、オタクB）
- BEYBLADE X（2023年 - 2025年、青年）

2024年
- 最強タンクの迷宮攻略〜体力9999のレアスキル持ちタンク、勇者パーティーを追放される〜（冒険者B、自警団A、カメレオンコングA、父親、騎士隊長 他）
- 戦隊大失格（幹部怪人）
- アイドルマスター シャイニーカラーズ（ディレクター）
- ばいばい、アース（ペリエ）
- 星降る王国のニナ（ニナの父、兵士1、黒の宮従者3、使者1、フォルトナ使者 他）
- ドラえもん（テレビ朝日版第2期）（2024年 - 2025年、ブルドッグ、虎、高校生、男性）
- 戦隊レッド 異世界で冒険者になる（モンジャバディ）

2025年
- シャングリラ・フロンティア（浅間絢斗）
- 機動戦士Gundam GQuuuuuuX（ベノワ） - 2025年に劇場先行版が公開
- 薬屋のひとりごと（音操）

### 劇場アニメ
2010年代
- 魔女っこ姉妹のヨヨとネネ（2013年）
- 劇場版Infini-T Force/ガッチャマン さらば友よ（2018年、式典司会者）
- 二ノ国（2019年、トマス）
- 空の青さを知る人よ（2019年、マネージャー）

2020年代
- 劇場版 SHIROBAKO（2020年、岸谷宏、TVアナウンサー、ペガコーンB）
- サイダーのように言葉が湧き上がる（2021年）
- 劇場版 転生したらスライムだった件 紅蓮の絆編（2022年、ヤシチ）
- THE FIRST SLAM DUNK（2022年、山王工業ベンチメンバー）
- 劇場版 オーバーロード 聖王国編（2024年、エステバン）
- 名探偵コナン 隻眼の残像（2025年、警官）

### OVA
- ゴールデンカムイ（2018年、日泥の手下たち） - コミックス第15巻アニメDVD同梱版
- 転生したらスライムだった件 OAD（2019年、ガビルの部下A） - 漫画版第12・13巻限定版付属

### Webアニメ
2010年代
- モンストアニメGWスペシャル「センリツのルシファー ただひとつの始まりの歌」（2017年、男性A）
- モンスターストライク（2017年、摩利支天）
- 斉木楠雄のΨ難 Ψ始動編（2019年、東、実況、原田）

2020年代
- ガンダムビルドダイバーズRe:RISE（2020年、シャンプル）
- 極主夫道（2021年、ヤクザB）

### ゲーム
2012年
- 龍が如く5 夢、叶えし者

2013年
- ダンジョントラベラーズ2 王立図書館とマモノの封印

2014年
- サウザンドメモリーズ（望血の伯爵クリストフ）
- 絶対絶望少女 ダンガンロンパ Another Episode
- 熱血異能部活譚 Trigger Kiss（柾木真一、柾木真二）

2015年
- 憂世ノ志士・憂世ノ浪士（中村半次郎） - 2作品
- エルンサガ（シモン）
- サウザンドメモリーズ（迸灼の豪戦士ガトウ）
- ファイアーエムブレムif（イグニス、マクベス）

2016年
- AKIBA'S BEAT（芽鐘タロウ）
- 逆転裁判6
- 式神物語〜中二病JK、世界を救う〜（神主）
- ソウルワーカー（ジャンクナイト）
- 三国志大戦（伊籍、紀霊、呉景、鍾繇、祖茂、程遠志、波才、潘璋、李傕、劉繇、凌操、諸葛亮〈臥龍の将略〉、張郃〈横山光輝〉、陸遜〈横山光輝〉、孟獲〈横山光輝〉 他）

2017年
- クイズRPG 魔法使いと黒猫のウィズ（セドリック・ブラン）
- ファイアーエムブレム無双（マクベス）

2018年
- クリスタルオブリユニオン（アデル）

2019年
- ファイアーエムブレム ヒーローズ（2019年 - 2020年、モゥディ、マクベス）
- プリンセスコネクト！Re:Dive（ギャング1）

2020年
- モンスターストライク（2020年 - 2023年、パンニ、セレナーデ、ヤシチ）

2021年
- 聖闘士星矢 ライジングコスモ（天獣星・スフィンクスのファラオ）

2022年
- 英傑大戦（システムボイス、山内容堂、山内一豊、毛利敬親、酒井忠次、直江景綱、鵜殿長照、北条義時、平忠正、樋口兼光 他）
- コードギアス 反逆のルルーシュ ロストストーリーズ

2023年
- テミラーナ国の強運姫と悲運騎士団（バーキット・へリングテール・モラティ）
- Fate/Grand Order（2023年 - 2024年、テセウス 他）

2025年
- BYAKKO ～四神部隊炎恋記～（佐野善一郎）

### ドラマCD
- ありふれた職業で世界最強 第8巻ドラマCD付き特装版（2018年、海人族）
- THE IDOLM@STER SideM NEW STAGE EPISODE 12 DRAMATIC STARS（2021年、白沢あかり監督）

### 吹き替え

#### 映画
- ガリー（ニッキー〈チャーリー・プラマー〉[36]）
- ゴールド/金塊の行方（ジェニングスFBI捜査官〈トビー・ケベル〉）
- ゾンビランド:ダブルタップ（男性[37]）
- TAXi ダイヤモンド・ミッション（ババ[38]）
- デンジャラス・バディ
- ハドソン川の奇跡
- Mascots

#### ドラマ
- I-Land 戦慄の島
- 青い海の伝説（テオ〈シン・ウォンホ〉、ホ・ヒチョン〈イ・ジフン〉）
- 恋するインターン
- GOTHAM/ゴッサム（ジャービス・テッチ / マッド・ハッター〈ベネディクト・サミュエル〉）
- 主任警部アランバンクス5 最終章（ヴィンス）
- 天命（イム・ゴノ）
- パトリック・メルローズ（ジョナサン〈プラサナ・プワナラジャ〉[39]）
- HUNTED ハンテッド
- Life 真実へのパズル

#### アニメ
- 最後の召喚師 -The Last Summoner-（黒服A、庭師）
- スター・ウォーズ レジスタンス（ジェイス・ラックリン）
- レゴニンジャゴー ザ・ムービー
- LEGO スター・ウォーズ/フリーメーカーの冒険（ザンダー・フリーメーカー）

#### テレビ番組
- プロジェクト・ランウェイ シーズン13（ショーン・ケリー）

### 特撮
- 仮面ライダーセイバー（2020年、キリギリスメギドの声[40]、アリメギドの声[40]）

### ラジオドラマ
- NHK-FM FMシアター 『キャパになれなかったカメラマン〜ベトナム戦争の語り部たち』（前編・後編）（2010年9月11・18日） -　ベトナム人僧侶 役

### ナレーション
- 戦国鍋TV 〜なんとなく歴史が学べる映像〜
- チョイス@病気になったとき（2013年4月 - 、NHK）
- AKB48Team8!!2015夏 全国縦断!島田★中村★中西のTeam88ラッチ!!（2015年11月9日 - 12月25日、LoGiRL）

### ボイスオーバー
- ザ・ベストハウス123（2006年11月1日 - 2012年3月14日、フジテレビ）
- 真相報道 バンキシャ!（2002年10月6日〜、日本テレビ）
- いぬまにあ（アニマルプラネット）
- スティーブの最凶動物（アニマルプラネット）（ジェームス 役）
- ナイトサファリ
- 筑波技術大学DVD

### 舞台
- リアリティ・ショウ
- ホーム
- 國語元年 - 修二郎 役
- ROCK WITH ME - クロ 役
- ねずみ捕り
- お婆ちゃんの冬物語
- ゴジラ
- 黒潮流れ

### テレビドラマ
- ドラマ10 セカンドバージン（2010年10月12日 - 12月14日、NHK） - アナウンサーの声
- ミス・パイロット(2013年10月15日 - 12月24日、フジテレビ)
- 64（ロクヨン）(2015年4月18日 - 5月16日、NHK)

### その他コンテンツ
- 東京地下鉄（東京メトロ） 新型駅自動放送（日本語のみ。B線担当）[41]
- あいの風とやま鉄道 駅自動放送（日本語のみ）

### シリーズ一覧
1. ↑  第1期（2015年）、第2期（2016年 - 2017年）
2. ↑  第1期（2016年）、第2期（2018年）
3. ↑  第2期『弐ノ皿』（2016年）、第3期前半『餐ノ皿』（2017年）、第3期後半『餐ノ皿 遠月列車篇』（2018年）
4. ↑  第1シリーズ（2017年）、第2シリーズ（2017年）
5. ↑  第1期（2018年）、第2期『II』（2024年）
6. ↑  第一期（2018年）、第二期（2018年）
7. ↑  第1期（2018年）、第2期『はたらく細胞!!』（2021年）
8. ↑  第3期『III』（2018年）、第4期『IV』（2022年）
9. ↑  第1期（2018年）、第2期『II』（2019年）
10. ↑  第1期（2018年 - 2019年）、第2期第1部（2021年）、第2期第2部（2021年）、第3期（2024年）
11. ↑  第1期（2019年）、第2期『弐ノ章』（2020年）
12. ↑  第1期（2019年）、第2期（2020年）
13. ↑  第1期（2020年 - 2021年）、第2期『みっくす！』（2021年）
14. ↑  『業』（2020年）、続編『卒』（2021年）
15. ↑  第一部（2021年）、第二部（2022年）
16. ↑  1st season（2023年）、2nd season（2025年）